# Ялинкові прикраси

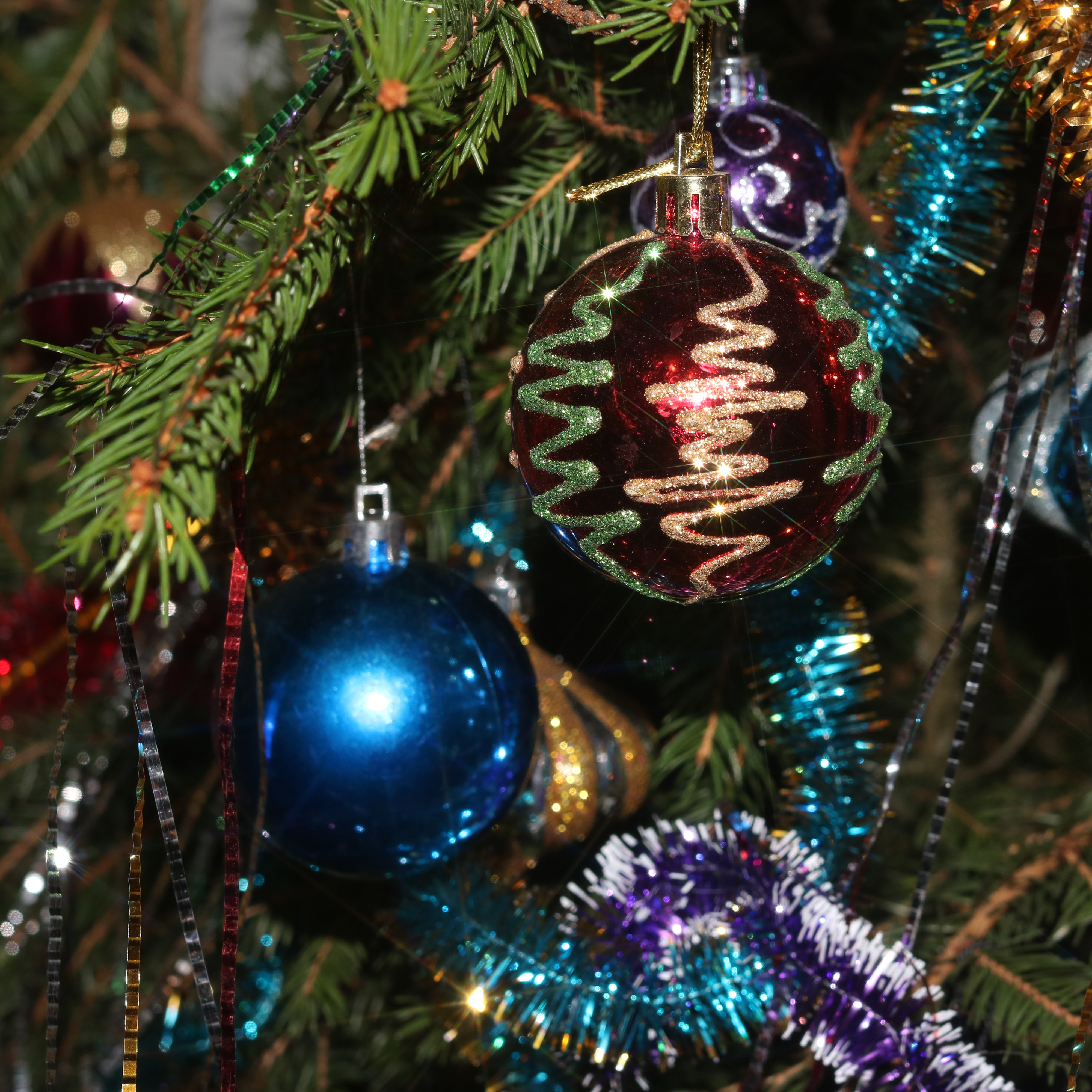
Сучасні різдвяні прикраси на ялинці

Ялинко́ві прикра́си — іграшки, кульки чи фігурки тварин, людей, предметів побуту, гостинці, якими прикрашають різдвяну ялинку. Першими ялинковими прикрасами були живі квіти, яблука, яйця, горіхи. Згодом додалися солодощі та різдвяні свічки.

## Вступ
За легендою, перша скляна ялинкова кулька була видута в Тюрингії (Саксонія) в XVI столітті через неврожай яблук, які тоді були головною прикрасою ялинок. За часів Київської Русі перші новорічні прикраси робили із соломи, дерева, тканини, кольорових стрічок, згодом із паперу, текстури та фольги. Їх виробляли вже особливі текстурні майстерні.  
Ялинкові прикраси завжди відтворювали події часу. Під час Другої світової війни майже всі прикраси мали вигляд «парашутистів»: до них прив'язували шматочки тканини. Після започаткування українським науковцем та конструктором Сергієм Корольовим космічної ери, та польоту Юрія Гагаріна до космосу, були розповсюджені ялинкові прикраси у вигляді ракет та космонавтів. Після відновлення 1991 року незалежності України, поширеними стали ялинкові іграшки у вигляді козаків та жовто-блакитні кульки.

## Історія
У дохристиянській Русі, Новий рік пов'язували з початком землеробства, тож через це святкували його 21 березня. Це було свято весни та хліборобів. Звідси й походить звичай в Україні, засівати у новорічний ранок оселю зерном. Знаковим деревом весняного новорічного обряду, була вишня. Деревце садили восени в діжку, тримали його в хаті, а навесні у березні, вишня розвивалась і розквітала. По тому, як вона квітне, дівчата вгадували долю на цілий новий рік. Тож цвіт вишні слугував "ялинковими" прикрасами, а після свят дерево висаджувалося на вулиці.
Перші прикрашені дерева були заквітчані яблуками, білими цукерками та тістечками у вигляді зірочок, сердечок і квітів. Скляні дрібнички мабуть вперше були виготовлені в Лауші, Німеччина, Гансом Грейнером (1550–1609), який виробляв гірлянди зі скляних намистин і олов’яних фігурок, котрі можна було вішати на дерева. Поширеність цих прикрас переросла у виробництво скляних фігурок, зроблених досвідченими майстрами за допомогою глиняних форм.  
Ремісники нагрівали скляну трубку над полум’ям, а потім вставляли трубку в глиняну форму, видуваючи нагріте скло, щоби воно розширилося у просторі форми. Саморобні прикраси були тоді лише у вигляді фруктів і горіхів.  
Після того, як скло тужавіло, в нього заливали розчин нітрату срібла. Цей спосіб сріблення було розроблено в 1850-х роках Юстусом фон Лібіхом. Після того, як розчин селітри висихав, візерунки розписували вручну й накривали іграшку ковпачком та гачком для підвішування на ялинку.

## Галерея

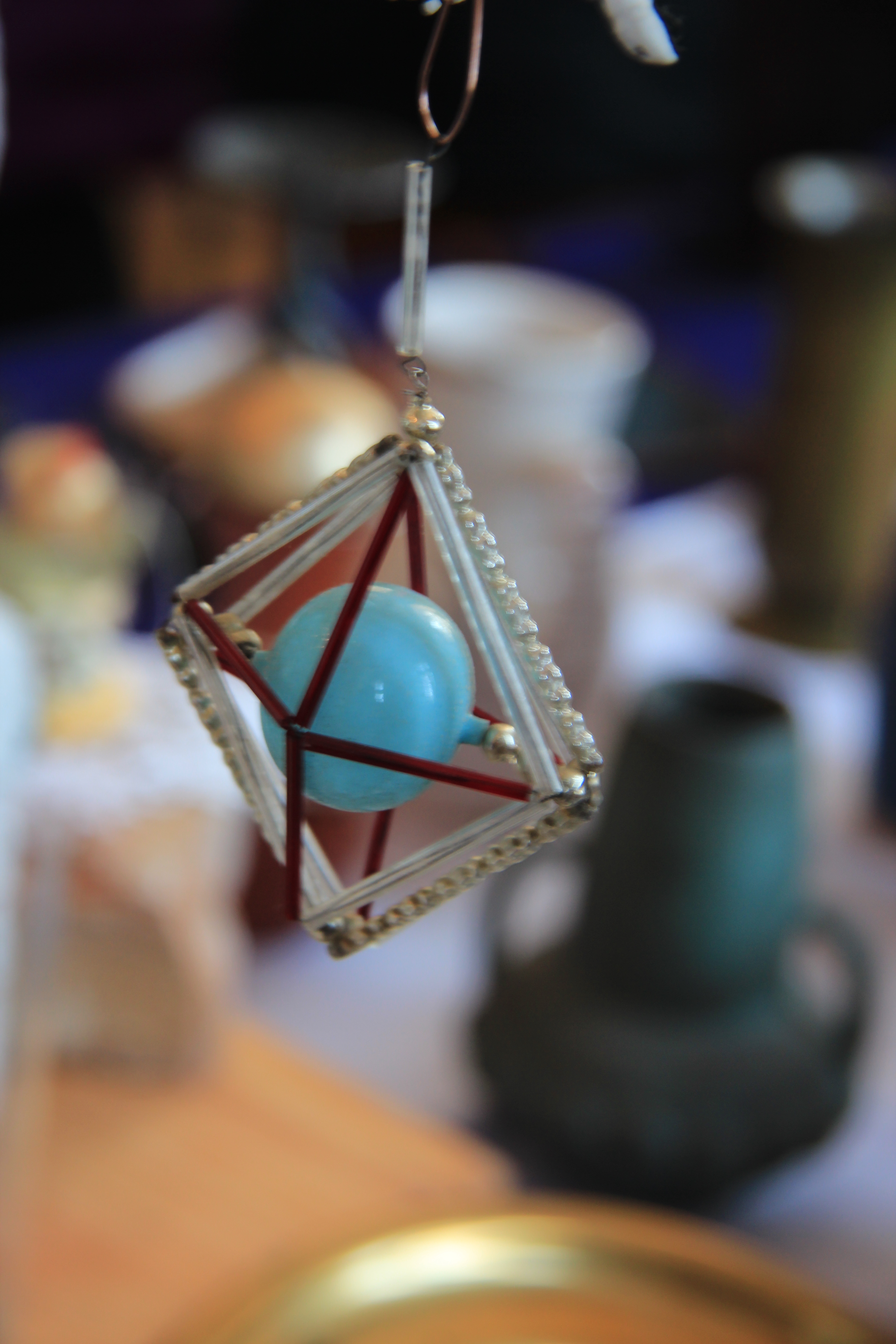
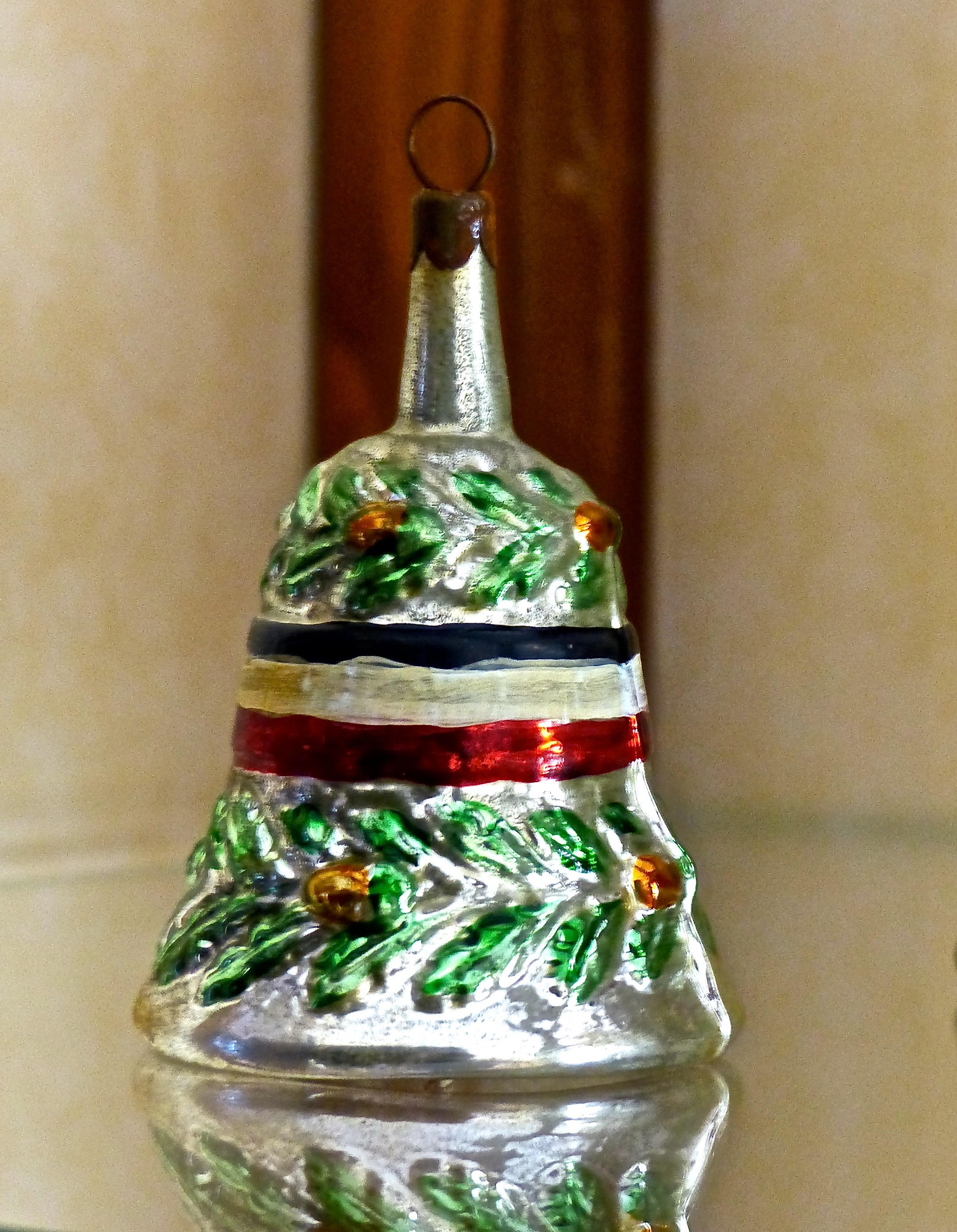
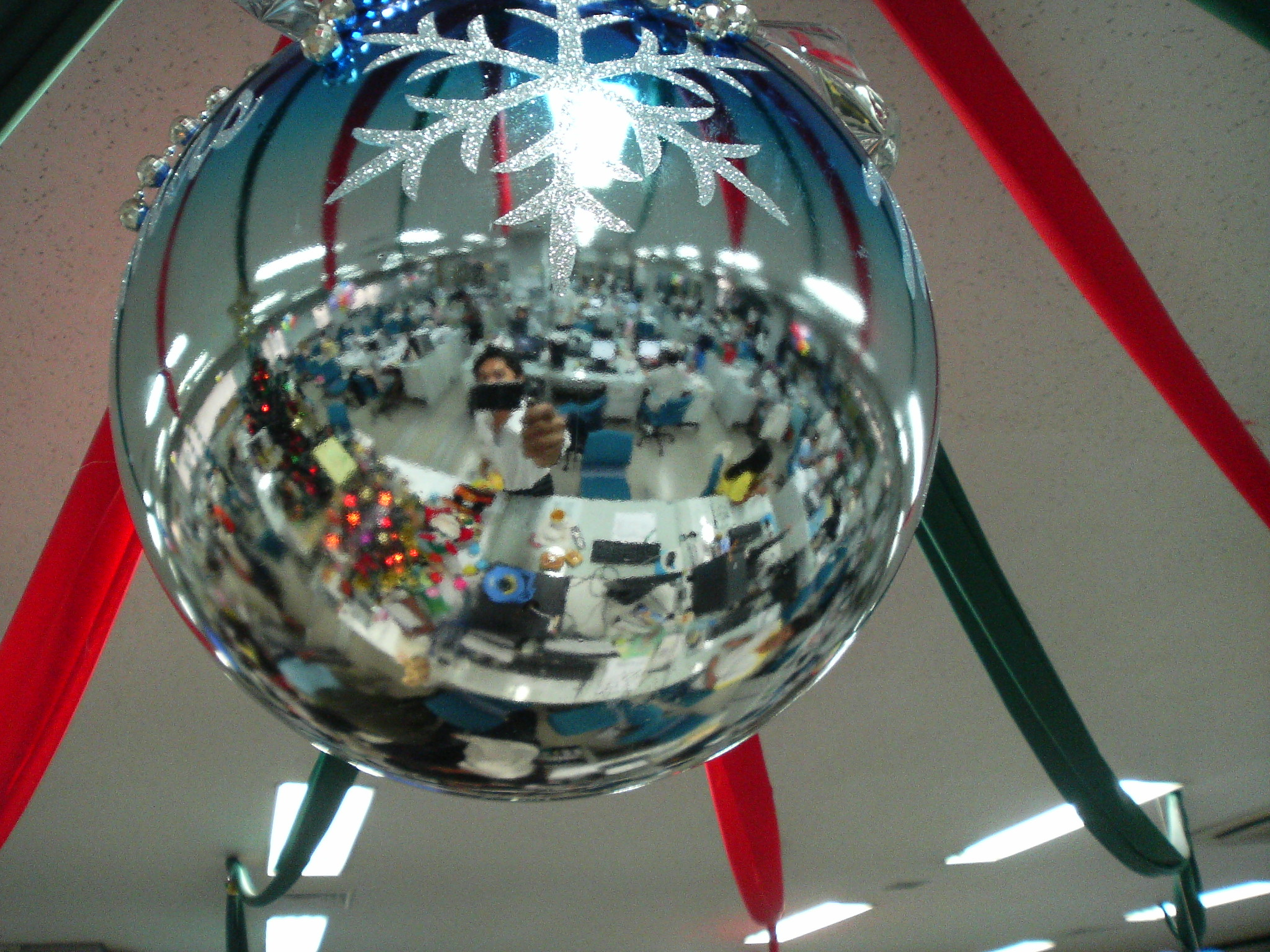
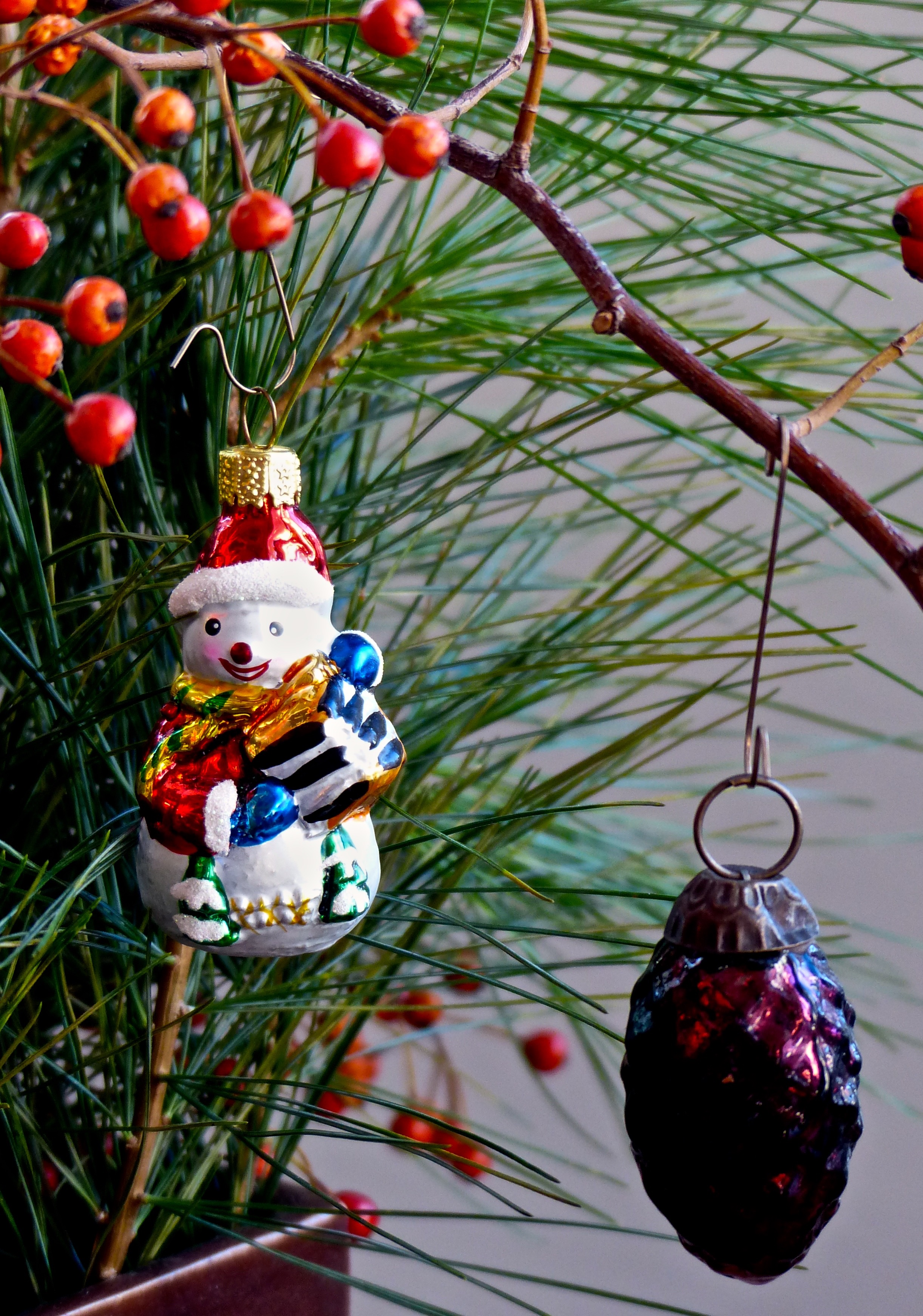
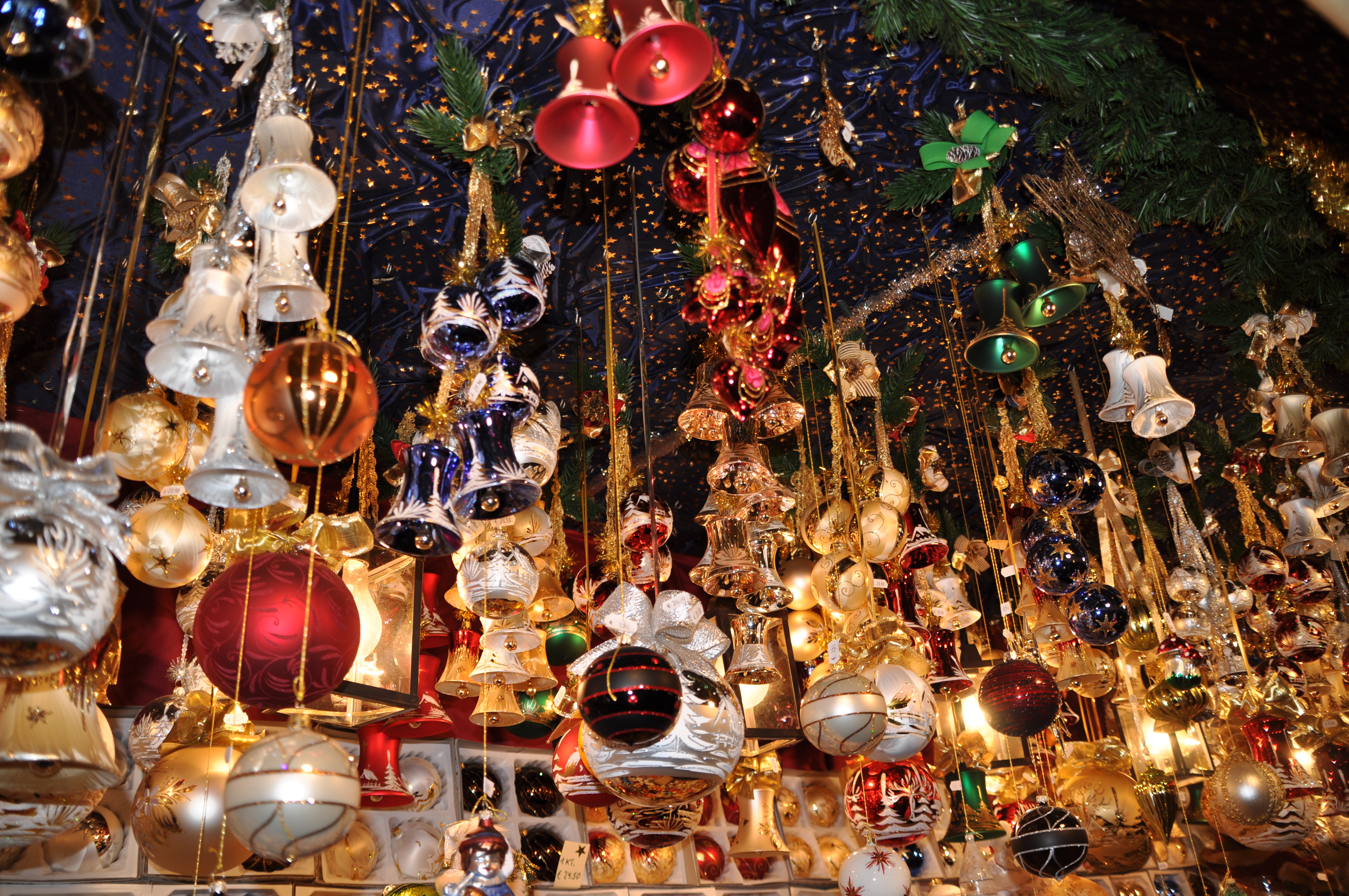